# Cavoodle
Le Cavoodle ou le Cavapoo est un chien croisé, de type designer dog, entre un Caniche et un Cavalier King Charles Spaniel. 
Il est devenu particulièrement populaire grâce à des croisements en Australie à la fin des années 1990. Le Cavoodle est devenu depuis l'un des chiens les plus populaires d'Australie. Ils sont élevés pour être des petits chiens en bonne santé, extravertis, avec un pelage qui se perd peu, qui s'entend bien avec les enfants. Cette popularité tient à son tempérament, sa robustesse et à son faible poids. La race est également de plus en plus populaire au Royaume-Uni.

## Apparence
Le Cavoodle est un croisement entre le Caniche nain ou caniche mini et le Cavalier King Charles Spaniel, présentant les caractéristiques des deux chiens. Il a un pelage de couleur marron, blond, blanc, noir, doré et fauve, un visage rond et de longues oreilles. Certains chiots auront plus tendance à ressembler à un caniche, tandis que d'autres auront les caractéristiques du Cavalier.

## Tempérament
Le tempérament du Cavoodle est doux et affectueux. Avec une taille moyenne de 28 à 33 cm, il est un excellent compagnon pour les enfants. En tant que jeunes chiots, ils sont très curieux et ont une courte capacité d'attention, bien qu'ils puissent apprendre rapidement les règles. 

## Toilettage
Le Cavoodle ne perd pas ou très peu ses poils et est toléré par les personnes présentant des allergies. Son pelage nécessite un toilettage régulier. 

## Durée de vie
La durée de vie d'un Cavoodle varie entre 13 et 15 ans. 